# Шастунов, Фёдор Дмитриевич (князь)
Князь Фёдор Дмитриевич Шастунов (ум. 1600) — рында, стольник, голова, дворянин московский, воевода, наместник и боярин (с 1585) во времена правления Ивана IV Васильевича Грозного, Фёдора Ивановича и Бориса Годунова.
Младший из четырёх сыновей боярина князя Дмитрия Семёновича Шастунова (ум. 1563). Имел братьев, князей Иванов Дмитриевичей Большого и Меньшого.

## Биография

### Служба Ивану Грозному
Показан в стольниках. В 1573 году на свадьбе короля Арцымагнуса и дочери двоюродного брата царя Ивана Грозного князя Владимира Андреевича и Марии Владимировны, сидел вторым у государева стола.
В апреле 1577 года упоминается в царской свите, как «третей рында с государевым копьем» во время похода на Ливонию. В июне 1579 года упоминается в свите Ивана Грозного в чине рынды «с сулицею» во время похода царя «на своё государево дело и на земское на немецкую на Ливонскую землю». В 1580 году рында с саадаком.
В 1581 году присутствовал на свадьбе царя Ивана Васильевича Грозного с Марией Фёдоровной Нагой, был в свадебном поезде. В этом же году голова у ночных сторожей в государевом стане в походе на Лифляндию и Речь Посполитую. В 1582 году — второй воевода в Смоленске. Тогда же с ним безуспешно местничал третий воевода Григорий Поплевин-Морозов. В 1583 году «в Нове же городе по немецким вестем … в болшом полку» назначен вторым воеводой. Тогда с ним местничал второй воевод из передового полка Иван Крюк-Колычев.

#### Служба Фёдору Ивановичу
В 1585 году получил боярский сан и в феврале уже в этом чине на торжественном приёме по случаю прибытия в Москву литовского посла Льва Ивановича Сапеги: «в большой лавке сидел». В этом же году назначен ржевским наместником. Часто приглашался к царскому столку во время торжественных приёмов и пиров. В августе 1585 года отправлен во главе русского посольства на Усть-Плюсы на съезд с шведскими послами, с коими в декабре заключил перемирие на четыре года. В ноябре 1585 года назначен «свитским боярином» на случай похода царя Фёдора Иоанновича на Новгород против шведского короля Юхана III Вазы, но в январе 1586 года поход был отложен "для того, что непослушник его король свейский ему государю … дабил челом и на всей его государевой воле. И рать свою, которые для свейского дела стояли в Великом в Новегороде, бояр и воевод … и всех людей, которые были с ним, государь … велел отпустить по домам.
В декабре 1586 года назначен командующим артиллерией («нарядом») на случай царского похода из Можайска на Речь Посполитую. В феврале 1587 года сидел восьмым в большой лавке в Столовой палате при представлении Государю литовского посла, а в июле вновь послан первым послом на реку Плюсу на съезд с шведскими послами. В этом же году назван белозерским наместником. В 1588 году, в январе подписал тринадцатым грамоту к польской Раде об избрании царя Фёдора Ивановича на польский престол, позже тринадцатый боярин при представлении боярам польского посла, а далее послан на год воеводой в Смоленск, где служил «в другом в новом городе». В этом же году упоминается в разрядных книгах тринадцатым бояриным в ближней Царской тайной думе. В 1589 году, в январе обедал с патриархом за государевым столом, в феврале встречал вторым царевича Мурат Гирея, далее отправлен на воеводство в Казань, где упомянут и в следующем году, когда ходил против шведов в государевом походе. Тогда же, видимо, попал в кратковременную опалу и вероятно, что это связано с проигранным местничеством с князем Дмитрием Ивановичем Хворостининым. Несколько лет руководил Пушкарским приказом: в январе 1589 и весной 1593 года распоряжался о выдаче служилым людям пищалей и пороха. В 1591-1592 годах на дворцовой службе, упомянут в апреле 1591 года, когда обедал с Государём на Пасху, во время нашествия крымцев на Москву, воевода у снаряда (артиллерии).
В июне 1593 года присутствовал на царском обеде, во время которого боярин князь Иван Васильевич Сицкий не захотел сидеть «ниже» Шастунова, но не стал местничать с ним из-за этого, поскольку и Сицкий, и Шастунов входили в близкий круг родни бояр Романовых (ближайших претендентов на царский трон после возможной смерти бездетного царя Фёдора Иоанновича), который отличался высокой степенью сплоченности и солидарности и во имя дружбы его члены готовы были пожертвовать даже местнической честью рода и семьи.

##### Служба Борису Годунову
Весной 1598 года во время похода нового царя Бориса Годунова на Серпухов против крымских татар оставлен «у государыни царицы инокини Александры Федоровны и у государыни царицы … Марьи Григорьевны сына своево царевича Фёдора Борисовича» среди прочих бояр.
В 1598/1599 году первым из бояр романовского круга по доносу своего холопа попал в царскую опалу и был выслан из столицы в своё дальнее поместье.
В ноябре 1600 года скончался «у себя на дворе в опале».

## Семья
Женат на двоюродной сестре патриарха Филарете Никитича — Фетинье Даниловне († 15 июня 1596), дочери дворецкого и боярина Данилы Романовича Захарьина-Юрьева (ум. 1564), от брака с которой не имел потомства. Погребена в Новоспасском монастыре.